# Metropolitano de Harbin
O Metro de Harbin é um sistema de metropolitano em construção que servirá a cidade chinesa de Harbin.